# Orca (スポーツ用品)
Orca（オルカ）は、ニュージーランドのアパレル、・スポーツ用品メーカー。トライアスロン選手向けのウェットスーツを始めとするスポーツ用品の製造を手がける。

## 歴史

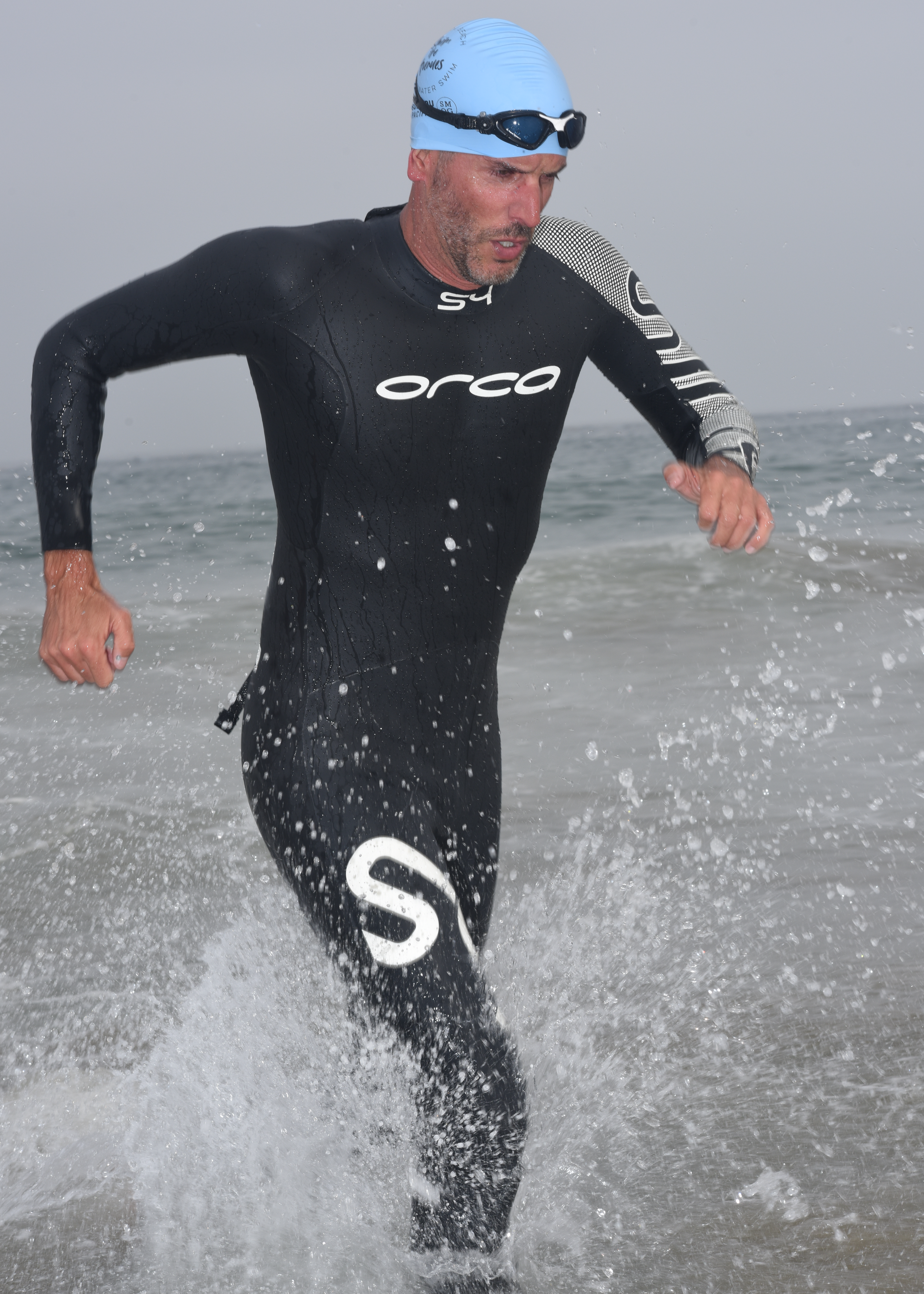
Orcaのウェットスーツ

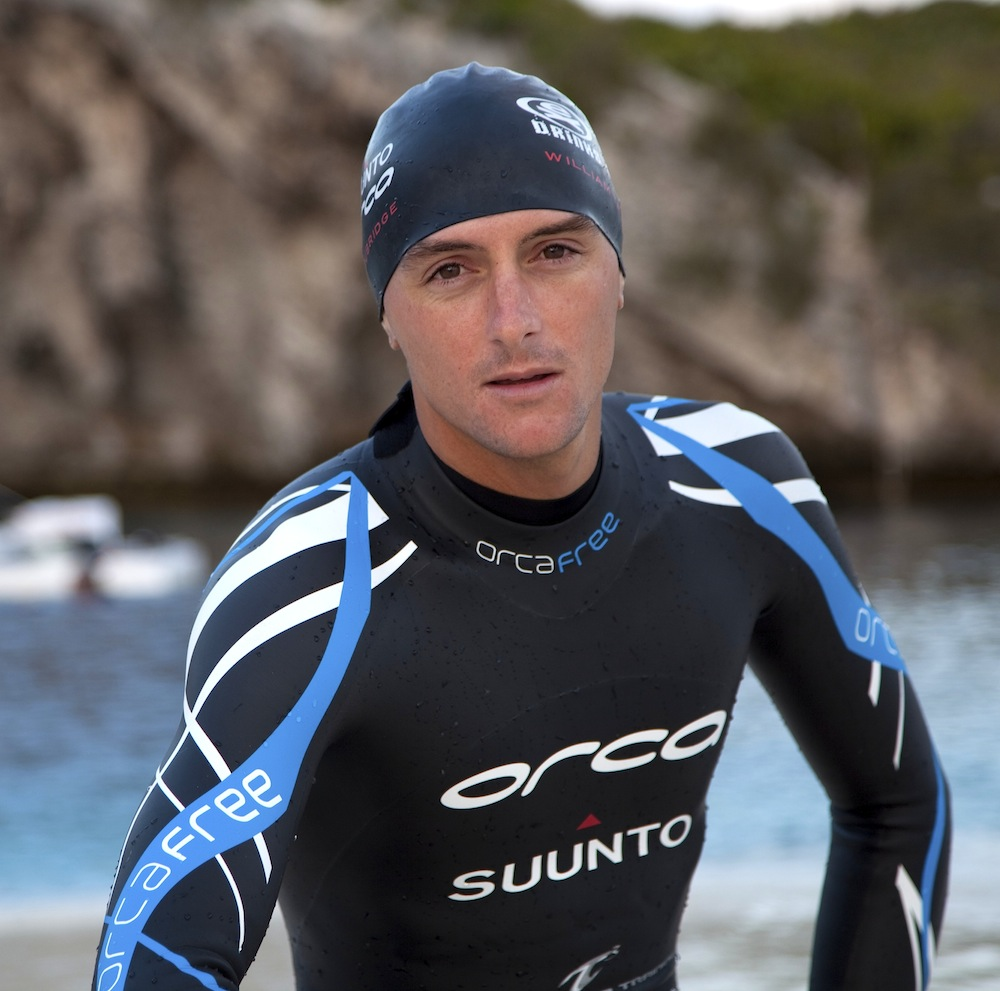
フリーダイビング用ウェットスーツ

1994年、ニュージーランドのトライアスロンチャンピオンであったScott Unsworthによってオークランドに設立された。当時のウェットスーツは泳ぐことに適していないと感じており、改善に向けて開発を進めた。
高速水着メーカー「Performance Speedsuits Ltd.」の製品が好評を博し、最終的にブランド名を現在の「Orca」へと変更した。
2008年、スペインの大手自転車メーカーであるオルベアとの間で世界的規模の販売契約を締結した。

## 製品
高級ウェットスーツを専門とし、価格帯は概ね250ドルから700ドルまで、世界各国で入手可能である。
トライアスロン用品に新技術を導入する先駆けとして知られ、「Orca Apex 2」ではウェットスーツとして世界で初めてネオプレン技術の「AirLite」を採用。内部にエアポケットを有し、浮力を向上させている。
また、「Orca 3.8」では、世界で初めて「AirRelease panel」と呼ばれる、耐水性を維持しながらも内部の熱と湿気を排出することができる機構を採用した。
こうした数々の技術革新により、ニュージーランド政府やBetter by Designを始めとする業界団体からも認められるほどの実力を持っている。

## スポンサーシップ
トライアスロン世界チャンピオンのSebastian Kienle 、自転車競技選手のAndrew Starykowicz、元オリンピックチャンピオンのハミシュ・カーター、 国際トライアスロン連合のKris Gemmell、Courtney Atkinson、Tim Don、Debbie Tanner、アイアンマン世界選手権大会に出場したCraig AlexanderやCameron Brownといった多くの有名トライアスロン選手を支援している。また、ニュージーランド国内以外にもイギリスのトライアスロン連盟など、国内外の多くの団体を支援している。
2004年にはオリンピックのニュージーランド選手団の公式アパレルサプライヤーを務めた。